# Whitechapel (banda)
Whitechapel es una banda estadounidense de deathcore proveniente de Knoxville, Tennessee, formada en el año 2006. Han lanzado once álbumes hasta el momento (nueve de estudio y dos en directo), y su más reciente material, Hymns In Dissonance, fue puesto a la venta el 7 de marzo de 2025.

## Historia

### Formación yThe Somatic Defilement(2006–2007)
Whitechapel fue fundada en febrero del 2006 en Knoxville por Phil Bozeman, Brandon Cagle y Ben Savage, pero pronto se unirían a la banda Alex Wade (ex Redwinterdying), Zach Householder, Gabe Crisp y Derek Martin, ya estando juntos, lanzaron una serie de demos en marzo de ese año. El nombre de la banda proviene de un barrio de Londres, en el cual Jack el Destripador había cometido sus crímenes. En el 2007 la banda firmó con Siege Of Amida Records para lanzar su material en Reino Unido y con Candlelight Records para Estados Unidos y en poco tiempo lanzaron su álbum debut, titulado The Somatic Defilement ya con el nuevo baterista oficial, Kevin Lane, en junio de ese año Más tarde ese año la banda firma contrato con Metal Blade Records.

### This Is Exile(2008–2009)
En 2008 lanzan su segundo álbum titulado This Is Exile. El álbum quedó en el lugar #117 en el Billboard Top 200.
En mayo del 2008, la banda salió de gira y participó en el The Summer Slaughter Tour, y en agosto de ese año encabezaron una gira junto con Impending Doom, A Different Breed Of Killer y Through The Eyes Of The Dead. También han compartido escenario junto a bandas como Unearth, Suffocation y Carcass. Whitechapel también participa en el Rockstar Mayhem Festival en el escenario Hot Topic junto a Job for a Cowboy, Cannibal Corpse, Behemoth y The Black Dahlia Murder.

### A New Era of Corruptiony salida de Lane (2010–2011)
En 2010 confirman el nombre de su siguiente álbum titulado A New Era of Corruption. La canción "The Darkest Day of Man" fue estrenada en una presentación en vivo mucho antes de la salida del álbum. Meses después lanzan la canción como sencillo a través de streaming.
A New Era of Corruption finalmente fue lanzado el 8 de junio de 2010, vendiendo alrededor de 10,600 copias en los Estados Unidos en la primera semana y debutó en la posición n.º 43 en el Billboard Top 200 chart.
En diciembre de 2010, el baterista Kevin Lane decide abandonar la banda; Benjamin Harclerode se une como reemplazo de Lane. En febrero del 2011. lanzan el vídeo musical de su presentación en vivo de la canción Breeding Violence. Tiempo después, la banda se une al tour The Welcome To Hell Tour con bandas como The Acacia Strain, Veil Of Maya, Chelsea Grin y I Declare War. 
El 28 de septiembre de 2011, lanzan el sencillo titulado Section 8 a través de streaming y confirma el EP de edición limitada Recorrupted. El EP fue lanzado finalmente el 8 de noviembre de 2011.

### Álbum homónimo (2012–2013)
La banda lanza su cuarto álbum de estudio Whitechapel el 19 de junio de 2012, fue grabado en los estudios Audiohammer y producido por Mark Lewis. El álbum debutó en la posición n.º 43 en el Billboard Top 200 chart
El primer sencillo titulado Hate Creation fue lanzado el 30 de abril de ese año en streaming a través del canal de YouTube de Metal Blade Records. El 5 de noviembre de 2013 la banda el vídeo musical de la canción Possibilities of an Impossible Existence.
El 16 de abril de 2013, la banda remasteriza y lanza álbum debut The Somatic Defilement.

### Our Endless War(2013-2015)
A finales del 2013 la banda anuncia a través de su cuenta de Twitter y de Instagram la grabación de su quinto álbum de estudio. El 26 de febrero de 2014, la banda lanza el sencillo The Saw is the Law a través del canal de YouTube de Metal Blade Records y anuncia título, lista de canciones y fecha de lanzamiento de su próximo álbum Our Endless War. el cual fue lanzado el 29 de abril de 2014 a través de Metal Blade Records. El 24 de junio de 2016 salió a la venta su sexto álbum de estudio titulado Mark Of The Blade.
De acuerdo con la página de Instagram oficial de Whitechapel, la banda ya se encontraría en el estudio grabando su noveno álbum. Este sería el primer álbum donde el nuevo baterista Brandon Zackey, de la banda Enterprise Earth, grabaría con la banda.
Publicaron un álbum en directo titulado The Brotherhood of the Blade el 30 de octubre de 2015.

### Mark of the Blade(2015–2017)
El 24 de junio de 2016 la banda lanza su sexto álbum Mark of the Blade publicado por Metal Blade Recordsy producido por Mark Lewis (Cannibal Corpse, The Black Dahlia Murder). Es el primer álbum de Whitechapel que presenta al vocalista Phil Bozeman interpretando voces limpias en un álbum, en las canciones "Bring Me Home" y "Decennium", y es el último álbum que presenta al baterista Ben Harclerode tras su salida de la banda.

### The Valley(2018–2020)
El 2 de noviembre de 2018, la banda anunció que su séptimo álbum de estudio, The Valley, se lanzará el 29 de marzo de 2019 a través de Metal Blade Records y se lanzó la primera canción, "Brimstone". También se ha informado que Navene Koperweis de Entheos ha grabado la batería para el próximo álbum.
El 20 de febrero de 2019, la banda lanzó un vídeo musical de la canción "When a Demon Defiles a Witch".
El 21 de marzo de 2019, la banda lanzó un vídeo musical de "Hickory Creek".El 14 de abril de 2020 se lanzó una versión acústica de "Hickory Creek". Esta es la primera canción de Whitechapel que presenta voces completamente limpias. 

### Kin(2020-2023)
El 23 de septiembre de 2020, el guitarrista Alex Wade reveló en "Mosh Talks" de Knotfest.com que había comenzado la grabación del próximo álbum de Whitechapel. 
“Hicimos lo mejor de una mala situación [el bloqueo de COVID-19] y terminamos escribiendo otro álbum. Así que esta semana iremos al estudio y comenzaremos la producción. Creo que, de verdad, si hubiéramos terminado haciendo todas esas giras, no hubiéramos tenido tiempo de dedicarnos a hacer el mejor álbum posible, pero como todos estábamos sentados en casa boca abajo, pudimos hacer un disco realmente espectacular”.
El 30 de agosto de 2021, Whitechapel reveló el título del álbum como Kin , cuyo lanzamiento está previsto para el 29 de octubre de 2021.La banda lanzó el primer sencillo de Kin , titulado "Lost Boy", el 31 de agosto de 2021.Lanzaron un segundo sencillo, "A Bloodsoaked Symphony", el 23 de septiembre de 2021.El tercer y último sencillo del álbum antes del lanzamiento, titulado "Orphan", se estrenó el 14 de octubre de 2021, poco más de dos semanas antes del lanzamiento de Kin. A diferencia de los sencillos anteriores, "Orphan" tenía un ritmo mucho más lento, se asemejaba a una balada y presenta voces completamente limpias. Kin fue elegido por Loudwire como el 37.º mejor álbum de rock/metal de 2021.
El 3 de septiembre de 2021, la banda anunció que Alex Rüdinger se convertiría en su baterista oficial. Anteriormente había sido el baterista en vivo de la banda, a partir de 2019.Sin embargo, el 7 de diciembre de 2021, Rüdinger anunció que había dejado la banda y que nunca fue miembro a tiempo completo, solo miembro de estudio, y que el anuncio de la banda se había hecho prematuramente.

### Hymns In Dissonance(2023 - presente)
El 11 de junio de 2023, la banda anunció que se está preparando para su noveno álbum de larga duración. El nuevo disco también será el primero de Whitechapel con el baterista Brandon Zackey (Enterprise Earth), quien se unió a la banda en 2022.
Se anunció que Whitechapel lanzará el álbum en vivo “Live In The Valley” el 26 de enero de 2024 a través de Metal Blade Records. En el álbum se mostrará el documenta del concierto realizado por el grupo el 22 de diciembre de 2022 en Knoxville, Tennessee.
En verano/otoño de 2024 se lanzaron dos sencillos, Visceral Retch y Hymns In Dissonance. Este último acabaría dando nombre al que sería su noveno álbum de estudio, lanzado el 7 de marzo de 2025. Bozeman afirmó que el álbum estaba acabado en enero de 2024, pero por cuestiones de expectación de cara a la audiencia y dar más hiato desde Kin, acabarían lanzándolo en la fecha previamente mencionada. Para promocionarlo, se ha anunciado una gira por Estados Unidos junto a Brand Of Sacrifice, 200 Stab Wounds y Alluvial.

## Integrantes
| - Phil Bozeman – voz (2006–presente) - Ben Savage – guitarra líder (2006–presente) - Alex Wade – guitarra rítmica (2006–presente) - Gabe Crisp – bajo (2006–presente) - Zach Householder – guitarra (2007–presente) - Brandon Zackey – batería (2022–presente) | - Brandon Cagle – guitarra (2006–2007) - Derek Martin – batería (2006–2007) - Kevin Lane – batería (2007–2011) - Ben Harclerode – batería (2011–2017) Miembros de apoyo anteriores - Gavin Parsons – batería (2011) - Chason Westmoreland – batería (2017) (Burning the Masses, Equipoise, Evade the Swarm, ex-Abigail Williams, ex-Hate Eternal, ex-Oceano, ex-The Faceless) - Ernie Iniguez – batería (2017–2019) - Alex Rüdinger - batería (2019–2021) |

Cronología

## Discografía

### Álbumes de estudio
| The Somatic Defilement  | - Lanzado: 31 de julio de 2007 - Discográfica: Candlelight - Formatos: CD, descarga digital   | —   | — | —  | —  | —  |
| This Is Exile           | - Lanzado: 8 de julio de 2008 - Discográfica: Metal Blade - Formatos: CD, descarga digital    | 118 | 2 | 14 | —  | 13 |
| A New Era of Corruption | - Lanzado: 8 de junio de 2010 - Discográfica: Metal Blade - Formatos: CD, descarga digital    | 43  | — | 3  | 12 | 5  |
| Whitechapel             | - Lanzado: 19 de junio de 2012 - Discográfica: Metal Blade - Formatos: CD, descarga digital   | 47  | — | 10 | 20 | 3  |
| Our Endless War         | - Lanzado: 29 de abril de 2014 - Discográfica: Metal Blade - Formatos: CD, descarga digital   | —   | — | —  | —  | —  |
| Mark of the Blade       | - Lanzado: 24 de junio de 2016 - Discográfica: Metal Blade - Formatos: CD, descarga digital   | —   | — | —  | —  | —  |
| The Valley              | - Lanzado: 29 de marzo de 2019 - Discográfica: Metal Blade - Formatos: CD, descarga digital   | -   | - | -  | -  | -  |
| Kin                     | - Lanzado: 29 de octubre de 2021 - Discográfica: Metal Blade - Formatos: CD, descarga digital | -   | - | -  | -  | -  |
| Hymns in Dissonance     | - Lanzado: 7 de marzo de 2025 - Discográfica: Metal Blade - Formatos: CD, descarga digital    | -   | - | -  | -  | -  |

### EP
- Recorrupted (8 de noviembre de 2011)

### Demos
- Demo 1 (2006)
- Demo 2 (2006)

## Videografía
| Título                                     | Año  | Director          | Álbum                   |
| ------------------------------------------ | ---- | ----------------- | ----------------------- |
| "This Is Exile"                            | 2008 | David Brodsky     | This Is Exile           |
| "Possession"                               | 2008 | David Brodsky     | This Is Exile           |
| "Eternal Refuge"                           | 2009 | Abstrakt Pictures | This Is Exile           |
| "The Darkest Day of Man"                   | 2010 | David Brodsky     | A New Era of Corruption |
| "Breeding Violence"                        | 2011 | Scott Hansen      | A New Era of Corruption |
| "I, Dementia"                              | 2012 | David Brodsky     | Whitechapel             |
| "Possibilities Of An Impossible Existence" | 2012 | Strati Hovartos   | Whitechapel             |
| "Our Endless War"                          | 2014 | Naughty Mantis    | Our Endless War         |
| "Worship the Digital Age"                  | 2014 | David Brodsky     | Our Endless War         |
| "Let Me Burn"                              | 2015 | Mitch Massie      | Our Endless War         |
| "Elitist Ones"                             | 2016 | Jim Foster        | Mark of the Blade       |
| "Bring Me Home"                            | 2016 | Mathis Arnell     | Mark of the Blade       |